# 데이비드 요스트
데이비드 요스트(영어: David Yost, 1969년 1월 7일 ~ )는 미국의 배우이다. 《마이티 모핀 파워레인저》의 블루 레인저 빌리 역으로 유명하다. 《파워레인저》를 마치고 난 후에는 주로 프로듀서로 활동하고 있다.

## 출연 작품
- E! 인베스티게이트: 허스밴드 후 킬 (2009)
- 살인 퍼즐 게임 (1996)
- 파워 레인저 (1995) 빌리 크랭스톤 역
- 마이티 모핀 파워레인저 (1993) 빌리 크랭스톤 역